# Chalara myrsines
Chalara myrsines är en svampart som beskrevs av Gadgil & M.A. Dick 1999. Chalara myrsines ingår i släktet Chalara, divisionen sporsäcksvampar och riket svampar.   Inga underarter finns listade i Catalogue of Life.